# Sotiría Béllou
Sotiría Béllou (em grego:  Σωτηρία Μπέλλου; Cálcis, 22 de agosto de 1921 – Atenas, 27 de agosto de 1997) foi uma cantora grega de música popular do gênero rebético,  mencionada em muitos guias musicais, e uma colaboradora do documentário britânico de 1984 intitulado Music of the Outsiders. Em 14 de março de 2010, a Alpha TV classificou Béllou como a 22ª artista feminina mais certificada na era fonográfica do país (desde 1960).